# 奧林匹克運動會香港代表團持旗手列表
這是一個曾擔任奧林匹克運動會香港代表團持旗手的列表。

## 簡介
開、閉幕禮會各派出一名運動員擔任持旗手，早年參加奧運時，亦有官方代表（即非運動員）負責持旗。
2020東京奧運則因應大會建議，開幕禮改為派出一男一女作為代表，以提倡男女平等的訊息。隨後的2024巴黎奧運，更安排開幕禮及閉幕禮均派出一男一女作為持旗手，其中張家朗連續兩屆擔任開幕禮男持旗手。
在比賽中獲獎而未有在開幕禮上持旗的運動員，一般會被委任成為閉幕禮中的持旗手，例如：李麗珊（1996）、高禮澤和李靜（2004）及劉慕裳（2020）。不過2024巴黎奧運，則因於比賽中獲獎而非擔任開幕禮持旗手的江旻憓完成賽事後已返港，最後代表團按照慣例，安排於最後一星期登場比賽的運動員作為閉幕禮持旗手。

## 歷屆持旗手名單
圖案為該屆獎牌得主。

### 夏季奧運會
| 年份 | 旗幟     | 持旗手         | 運動       |
| ---- | -------- | -------------- | ---------- |
| 1952 | 英屬香港 | 伍儀文         | 代表團領隊 |
| 1972 | 英屬香港 | Peter Rull Sr. | 射擊       |
| 1984 | 英屬香港 | 李鉅能         | 射擊       |
| 1988 | 英屬香港 | 廖福文         | 乒乓球     |
| 1992 | 英屬香港 | 賴汝榮         | 團長       |
| 1996 | 英屬香港 | 陳秀英         | 田徑       |
| 2000 | 香港     | 吳家樂         | 划艇       |
| 2004 | 香港     | 蔡曉慧         | 游泳       |
| 2008 | 香港     | 黃金寶         | 單車       |
| 2012 | 香港     | 李慧詩         | 單車       |
| 2016 | 香港     | 歐鎧淳         | 游泳       |
| 2020 | 香港     | 張家朗         | 劍擊       |
| 2020 | 香港     | 謝影雪         | 羽毛球     |
| 2024 | 香港     | 張家朗         | 劍擊       |
| 2024 | 香港     | 何詩蓓         | 游泳       |

| 年份 | 旗幟     | 持旗手 | 運動     |
| ---- | -------- | ------ | -------- |
| 1996 | 英屬香港 | 李麗珊 | 滑浪風帆 |
| 2000 | 香港     | 郭建明 | 游泳     |
| 2004 | 香港     | 高禮澤 | 乒乓球   |
| 2004 | 香港     | 李 靜  | 乒乓球   |
| 2008 | 香港     | 羅曉鋒 | 賽艇     |
| 2012 | 香港     | 唐鵬   | 乒乓球   |
| 2016 | 香港     | 陳振興 | 單車     |
| 2020 | 香港     | 劉慕裳 | 空手道   |
| 2024 | 香港     | 李思穎 | 單車     |
| 2024 | 香港     | 盧蔚豐 | 跆拳道   |

### 冬季奧運會
註：運動員只擔任開幕禮的持旗手，而閉幕禮交由大會的義工負責持旗。
| 年份 | 旗幟 | 持旗手 | 運動     |
| ---- | ---- | ------ | -------- |
| 2002 | 香港 | 蔡寶儀 | 競速滑冰 |
| 2006 | 香港 | 韓月雙 | 競速滑冰 |
| 2010 | 香港 | 韓月雙 | 競速滑冰 |
| 2014 | 香港 | 呂品韜 | 競速滑冰 |
| 2018 | 香港 | 吳一里 | 高山滑雪 |
| 2022 | 香港 | 朱定文 | 短道速滑 |